# Munka-Ljungby landskommun
Munka-Ljungby landskommun var en tidigare kommun i dåvarande Kristianstads län.

## Administrativ historik
När 1862 års kommunalförordningar började gälla inrättades denna kommun i Munka-Ljungby socken i Norra Åsbo härad i Skåne. 
I kommunen inrättades 20 april 1945 Munka-Ljungby municipalsamhälle som upplöstes 31 december 1961. 
Vid kommunreformen 1952 bildade Munka-Ljungby storkommun genom sammanläggning med den tidigare kommunen Tåssjö.
År 1971 gick hela området upp i Ängelholms kommun.
Kommunkoden 1952-1970 var 1138.

### Kyrklig tillhörighet
I kyrkligt hänseende tillhörde kommunen Munka-Ljungby församling. Den 1 januari 1952 tillkom Tåssjö församling.

## Geografi
Munka-Ljungby landskommun omfattade den 1 januari 1952 en areal av 137,71 km², varav 127,99 km² land.

### Tätorter i kommunen 1960
I Munka-Ljungby landskommun fanns tätorten Munka-Ljungby, som hade 1 026 invånare den 1 november 1960. Tätortsgraden i kommunen var då 31,9 procent.

## Politik

### Mandatfördelning i valen 1938-1966
| 9 | 16 |

| 25 |

| 10 | 15 |

| 24 |

| 2 | 5 |  | 7 | 7 | 3 |

| 24 |

| 11 |  | 12 | 8 | 3 |

| 35 |

| 11 | 9 | 7 | 8 |

| 33 |

| 9 | 11 | 5 | 10 |

| 32 |

| 11 | 11 | 4 | 9 |

| 31 |

| 9 | 11 | 5 | 10 |

| 31 |